# This Time (INXS)
This Time is een nummer van de Australische band INXS uit 1985. Het is de tweede single van hun vijfde studioalbum Listen Like Thieves. 
Het nummer had het meeste succes in INXS' thuisland Australië, waar het de 19e positie behaalde. Hoewel het in Nederland slechts de 16e positie in de Tipparade haalde, werd het er toch een radiohit.